# Ibn Harma
Ibn Harma   (709 (Gregorià) - 786 (Gregorià)) Abu-Ishaq Ibrahim ibn Abi-Alí ibn Sàlama ibn Harma al-Fihrí fou un poeta àrab, suposadament un quraixita. Era un alida que des de 757 va intentar recuperar el favor dels abbàssides. La seva obra, important, només es conserva en una petita part.